# Katelijne Verbeke
Katelijne Verbeke (née le 27 octobre 1961) est une actrice belge flamande.

## Biographie
En 1984, elle étudie le théâtre au Studio Herman Teirlinck. Elle a joué au théâtre sous la direction de metteurs en scène comme Ivo van Hove ou Guy Cassiers.

## Filmographie choisie

### Cinéma
- 2007 : Blind : Catherine Rietlander
- 2009 : Dossier K. : la mère de Naomi
- 2011 : Hasta la vista : An, la mère de Philip
- 2012 : The Expatriate : Sophie Pieters
- 2016 : Au-delà des nuages : Jacky
- 2016 : Home : la mère de Lina
- 2019 : The Best of Dorien B. : Monique

### Télévision
- 1997-1998 : Windkracht 10 : Evelyne
- 1999-2009 : Flikken : Nadine Vanbruane
- 2006-2009 : Witse : Véronique Maes
- 2008 : Urgence disparitions : Ana
- 2009 : Code 37 : Lucienne Van De Moortele
- 2015 : Flikken Maastricht : Madame Vanderaerden
- 2019-2020 : Undercover : Francine
- 2021 : Beau Rivage : Bea Teirlinck

## Distinctions
Elle a été nommée au Theo d'Or en 1995 et en 2005.